# Aglaia euryanthera
Aglaia euryanthera är en tvåhjärtbladig växtart som beskrevs av Hermann August Theodor Harms. Aglaia euryanthera ingår i släktet Aglaia och familjen Meliaceae. Inga underarter finns listade i Catalogue of Life.